# Enlèvement de quatre diplomates iraniens au Liban
Le 4 juillet 1982, quatre diplomates iraniens – Seyed Mohsen Moussavi (entreprise), Ahmad Motevaselian (attaché), Kazem Akhavan (journaliste de l'agence de nouvelles iranienne IRNA) et Taqi Rastegar (conseiller technique ambassade) – ont été enlevés dans le nord de Beyrouth, par Forces libanaises (phalangistes libanais). Ce rapt est survenu au moment où le Liban avait été agressé par l'armée d'Israël et la plupart des villes libanaises étaient prises par les Israéliens.
L'Iran a accusé Israël d'enlèvement et de leur détention dans les prisons israéliennes, et a appelé le Comité international de la Croix-Rouge (CICR) afin de clarifier leurs allées et venues.
Samir Geagea, l'un des commandants des paramilitaires Phalanges libanaises lors des événements de 1982 et l'attaque d'Israël contre le Liban, a avoué dans son procès qu'il a livré les diplomates iraniens au régime d'Israël et qu'il ignorait depuis leur sort.
Leur sort reste inconnu.
Le 23 mai 2016, Hossein Dehghan, ministre iranien de la Défense, le général de brigade , a déclaré, Ahmad Motevaselian et des diplomates iraniens enlevés sont en captivité par Israël.